# Другие берега
«Другие берега» — автобиографическая книга (часто называемая романом) Владимира Набокова. Повествует о периоде почти в сорок лет — с первых годов двадцатого века по май 1940 года, когда автор переселился из Европы в Соединённые Штаты Америки.

## История создания
Создание автобиографического сочинения Набоков начал с небольшого очерка, написанного на французском языке — «Мадемуазель О.» (1936, соответствует пятой главе книги «Другие берега»). В дальнейшем Набоков продолжил работу над созданием автобиографии: в 1946—1950 годах он создал англоязычную книгу «Убедительное доказательство» (англ. Conclusive Evidence), о недостатках которой потом сообщал в предисловии к «Другим берегам».
Вольный авторский пересказ английского текста на русском языке был осуществлён в США летом 1953 года в промежутках между ловлей бабочек и творчеством (написаны романы «Лолита» и «Пнин») в Портале (штат Аризона) и в Ашленде (штат Орегон). В переводе участвовала и жена Набокова, Вера. Книга, получившая название «Другие берега», была издана нью-йоркским русскоязычным «Издательством имени Чехова». По словам Набокова, «предлагаемая русская книга относится к английскому тексту, как прописные буквы к курсиву, или как относится к стилизованному профилю в упор глядящее лицо…». Позже Набоков вновь обратился к английскому тексту книги; результатом работы стала расширенная окончательная английская версия автобиографии — «Память, говори» (англ. Speak, Memory (издана в 1966 году). Несмотря на то, что версия автобиографии под названием «Память, говори» была в 1990-х годах переведена на русский язык, она издавалась на русском языке лишь однажды (в 1997 году), в то время как её более ранний авторский русскоязычный вариант «Другие берега» издан 30 раз и ещё дважды в формате аудиокниги.